# Litoria foricula
Litoria foricula är en groddjursart som först beskrevs av Tyler 1963.  Litoria foricula ingår i släktet Litoria och familjen lövgrodor. IUCN kategoriserar arten globalt som livskraftig. Inga underarter finns listade i Catalogue of Life.